# Pierzastka

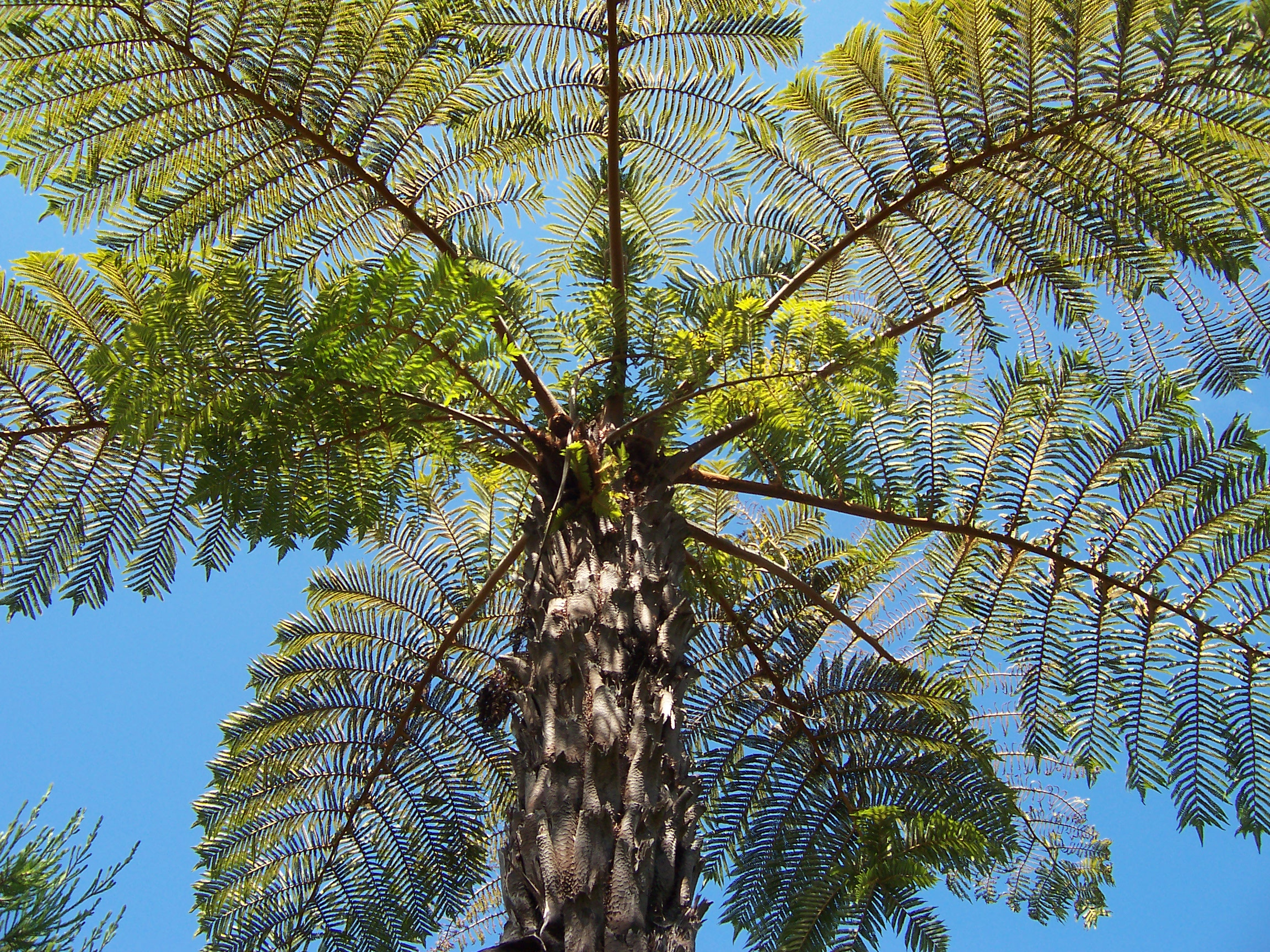
Alsophila glaucifolia

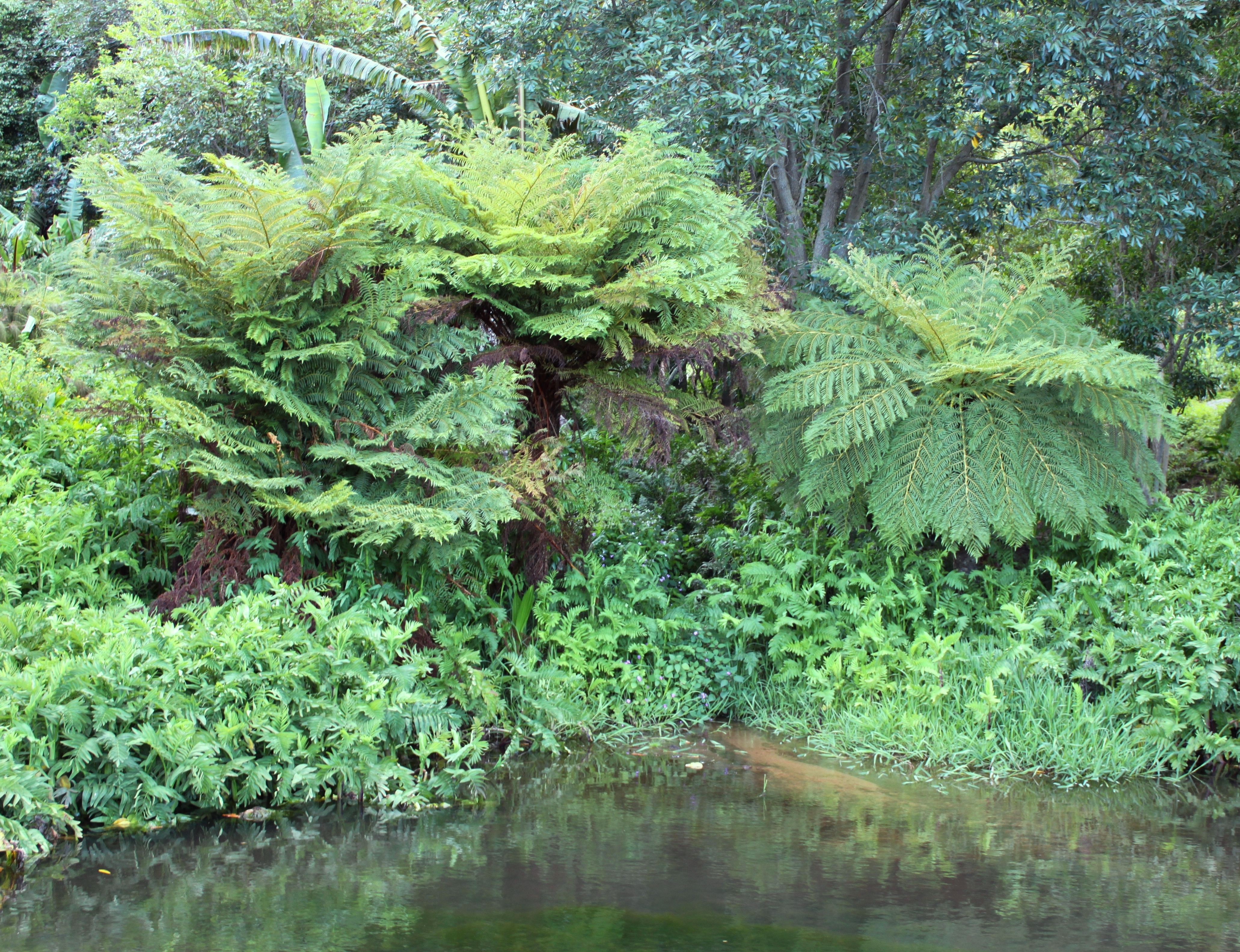
Alsophila dragei

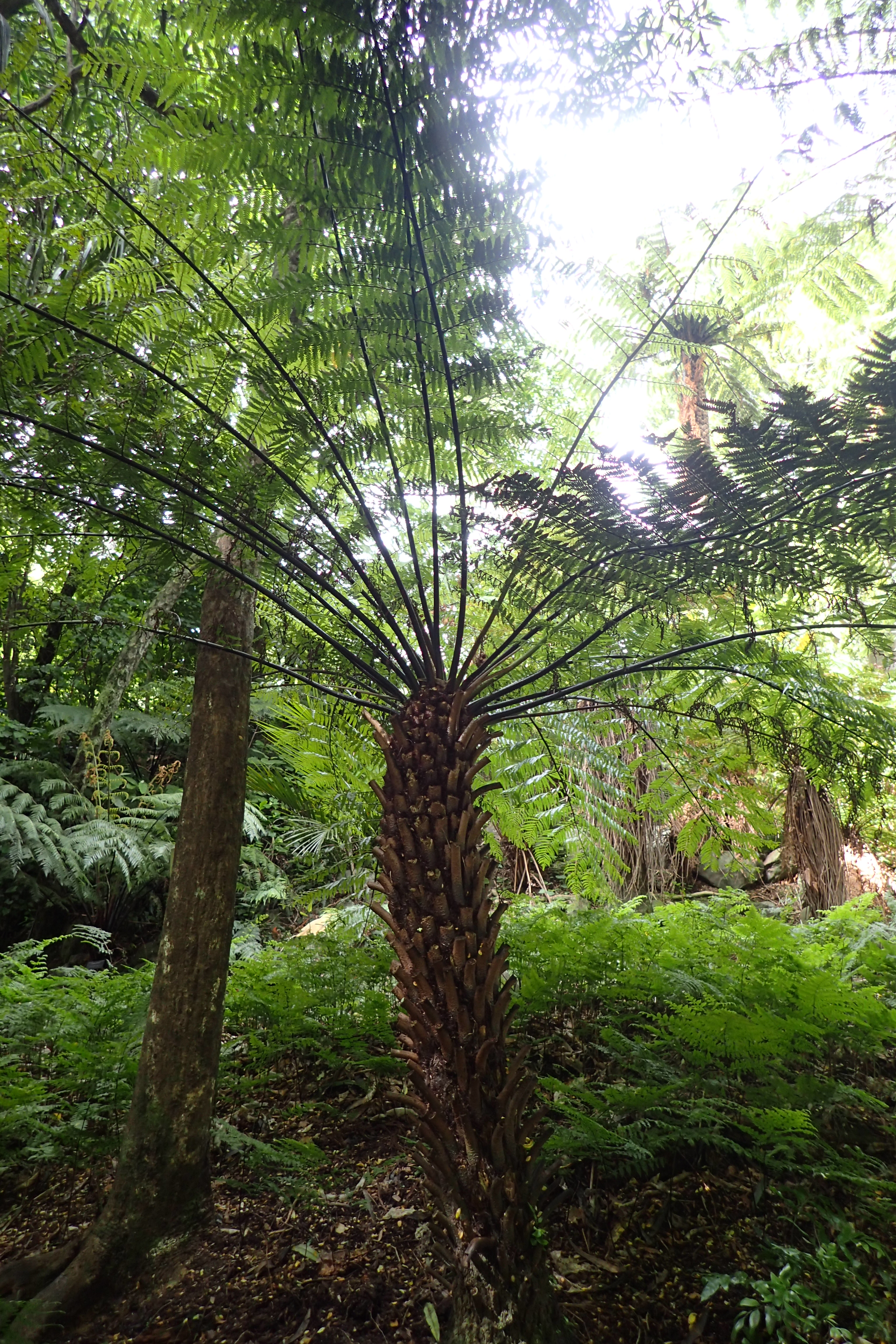
Alsophila australis

Pierzastka (Alsophila) – rodzaj paproci z rodziny olbrzymkowatych. Obejmuje ok. 260–275 gatunków. W niektórych ujęciach gatunki te włączane są do szeroko ujmowanego rodzaju olbrzymka Cyathea. 
Są to paprocie drzewiaste rozpowszechnione na wszystkich kontynentach w strefie międzyzwrotnikowej. W Azji występuje 20 gatunków, na kontynentach amerykańskich 13, liczne gatunki rosną na wyspach zachodniego Pacyfiku. Na półkuli południowej zasięg rodzaju sięga wysp subantarktycznych (A. smithii rośnie na Wyspach Auckland), na półkuli północnej obejmuje na północy południową część Japonii. Pierzastki, jak inne olbrzymkowate, od innych paproci drzewiastych z rzędu olbrzymkowców różnią się obecnością łusek u nasady osi liścia (w innych rodzinach obecne są tylko włoski). W obrębie rodziny od innych rodzajów paprocie te wyróżniają się ciemnym i szczecinkowatym, czasem kolącym zakończeniem łusek oraz zróżnicowanymi komórkami budującymi skraj łuski.
Są to paprocie naziemne, występujące w górskich lasach mglistych, na zboczach lub często w wąwozach, zwykle tworząc warstwę podszytu w lasach (dobrze rosną w cieniu), często też zarastają luki powstające w lasach. Wymagają gleb żyznych, próchnicznych i wilgotnych. Zazwyczaj występują na rzędnych od 1000 do 2000 m n.p.m., niektóre rosną jednak także na nizinach, inne sięgają nawet do 3000 m n.p.m. Przynajmniej niektóre osiągają 130 lat życia, rosnąc powoli o ok. 5 cm rocznie (A. bryophila).
Liczne gatunki pochodzące z chłodnych lasów górskich uprawiane są jako ozdobne na obszarach o łagodnym klimacie umiarkowanym. Niektóre znoszą mrozy do -5 °C. Do częściej uprawianych należą: pierzastka australijska A. australis i A. smithii. Włoski pokrywające te rośliny wykorzystywane były tradycyjnie na Archipelagu Malajskim do tamowania krwotoków zewnętrznych. W XIX wieku ich zastosowanie zostało szeroko spopularyzowane, wykorzystywane były powszechnie w Europie np. podczas zabiegów operacyjnych.

## Morfologia

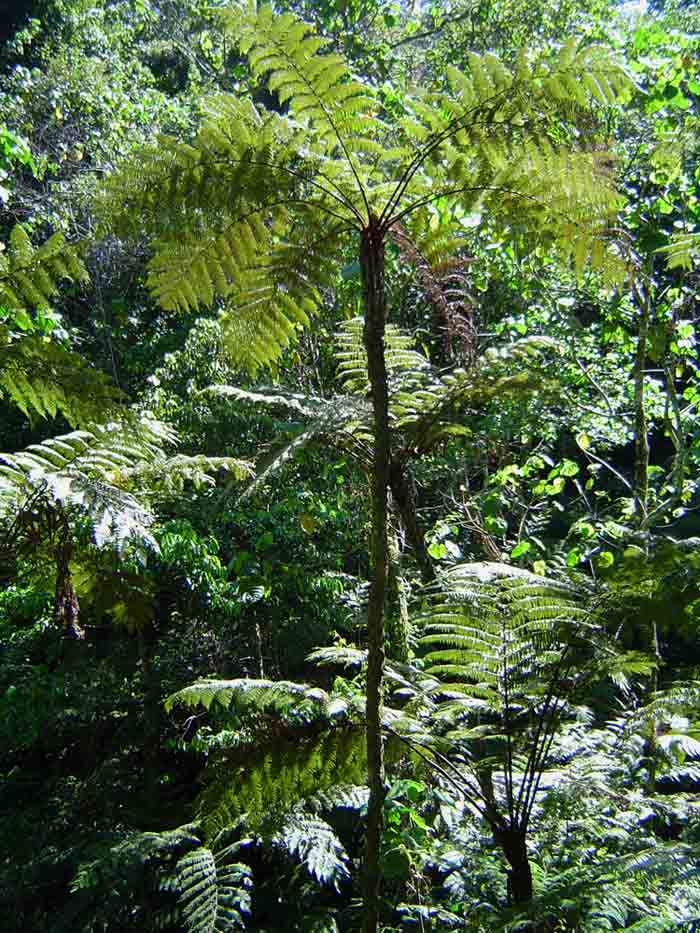
Alsophila manniana

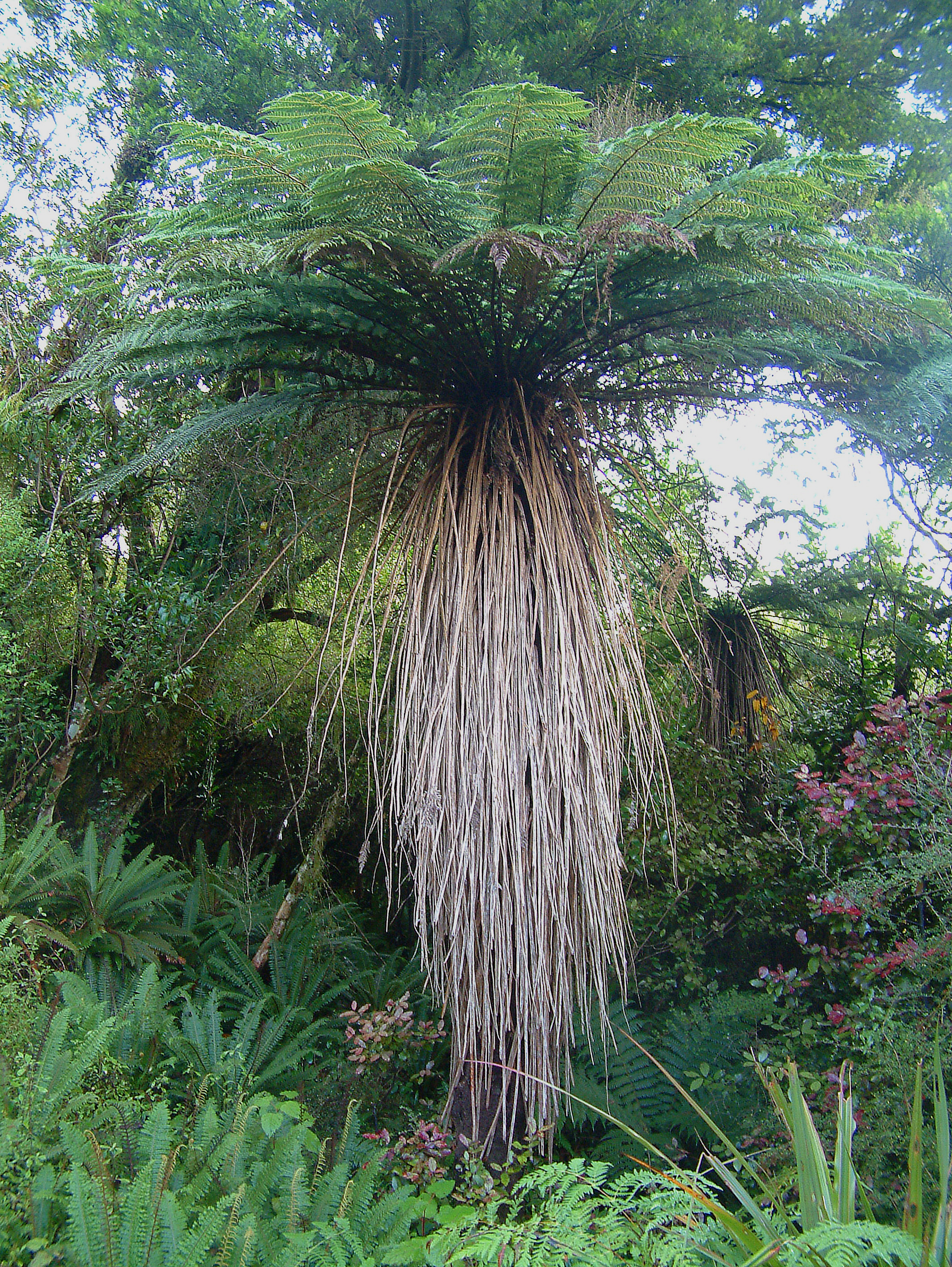
Alsophila smithii

PokrójPaprocie drzewiaste zwykle o pojedynczym, prosto wzniesionym „pniu”, rzadko rozgałęziającym się, rzadko o pędzie płożącym lub wspinającym się. Często u nasady pędu tworzą bardzo liczne korzenie przybyszowe. Ze względu na skupienie pierzasto podzielonych liści w formie pióropusza na szczycie pędu paprocie te przypominają palmy.
LiścieOsiągają od 0,5 do 5 m długości. Blaszka liściowa zazwyczaj jest potrójnie pierzasto podzielona, rzadziej podwójnie lub poczwórnie. U jednego gatunku (A. sinuata) blaszka jest pojedyncza. Oś liścia pokryta jest łuskami, wyróżniającymi się obecnością odmiennie zbudowanego brzegu, z komórek różniących się wielkością, orientacją i kształtem od innych komórek łuski. Łuski zwykle zakończone są ciemną szczecinką, czasem kolcem (A. spinulosa).
ZarodnieSkupione na spodniej stronie liści w kupki (sori), tworzących się w pewnym oddaleniu od brzegu blaszki liściowej. Sori mają kształt okrągły i zazwyczaj okryte są zawijką. Zarodniki są trójbruzdowe, często o powierzchni silnie urzeźbionej, czasem pokryte bywają szczecinkami.

## Systematyka

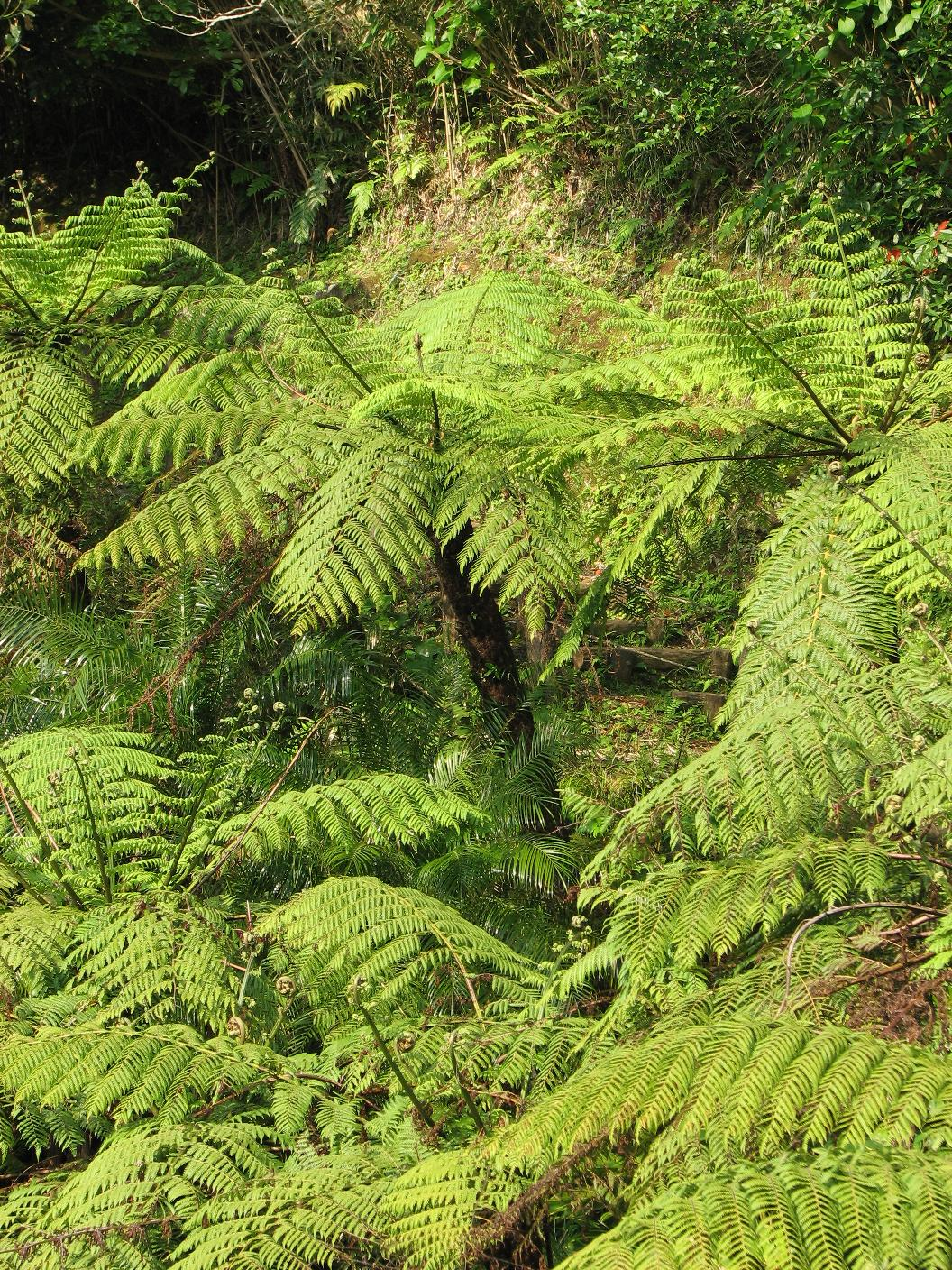
Alsophila spinulosa

Jest to rodzaj paproci z rodziny olbrzymkowatych. W obrębie rodzaju wyróżnianych jest ok. 260–275 gatunków. W niektórych ujęciach rodzaj włączany jest do szeroko ujmowanego rodzaju olbrzymka Cyathea w randze sekcji Alsophila. W systemie Smitha i in. z 2006 był to jeden z 5 rodzajów w obrębie rodziny olbrzymkowatych. W 2007 na podstawie badań molekularnych zaproponowano podział rodziny na trzy monofiletyczne rodzaje i takie ujęcie przyjęte zostało w systemie klasyfikacyjnym paproci PPG I z 2016. Zgodnie z tym ujęciem do rodzaju tego zaliczane są gatunki opisywane w przeszłości m.in. w takich rodzajach jak: Amphicosmia Gardner, Dichorexia C.Presl, Gymnosphaera Blume, Nephelea R.M. Tryon, Thysanobotrya Alderw.
Wykaz gatunków
- Alsophila abbottii (Maxon) R.M.Tryon
- Alsophila acanthophora (Holttum) R.M.Tryon
- Alsophila acuminata (Copel.) R.M.Tryon
- Alsophila acutula R.M.Tryon
- Alsophila albida (Tardieu) R.M.Tryon
- Alsophila albidosquamata (Rosenst.) Lehnert
- Alsophila alderwereltii (Copel.) R.M.Tryon
- Alsophila alleniae (Holttum) R.M.Tryon
- Alsophila alpina Alderw.
- Alsophila alta (Copel.) R.M.Tryon
- Alsophila alternans (Hook.) Hook.
- Alsophila amboinensis Alderw.
- Alsophila aneitensis (Hook.) R.M.Tryon
- Alsophila angiensis A.Gepp
- Alsophila apiculata Rosenst.
- Alsophila apoensis (Copel.) R.M.Tryon
- Alsophila appendiculata (Baker) R.M.Tryon
- Alsophila approximata (Bonap.) R.M.Tryon
- Alsophila archboldii (C.Chr.) R.M.Tryon
- Alsophila arfakensis A.Gepp
- Alsophila auneae D.S.Conant
- Alsophila auriculata (Tardieu) R.M.Tryon
- Alsophila australis R.Br. – pierzastka australijska
- Alsophila balanocarpa (D.C.Eaton) D.S.Conant
- Alsophila baroumba L.Linden
- Alsophila basirotundata (Rakotondr. & Janssen) Christenh.
- Alsophila batjanensis Christ
- Alsophila bellisquamata (Bonap.) R.M.Tryon
- Alsophila binayana (M.Kato) Lehnert & Coritico
- Alsophila bisquamata (M.Kato) Lehnert & Coritico
- Alsophila borbonica (Desv.) R.M.Tryon
- Alsophila borneensis (Copel.) R.M.Tryon
- Alsophila × boytelii Caluff & Shelton
- Alsophila brachyphylla (Holttum) Lehnert
- Alsophila brausei R.M.Tryon
- Alsophila brevipinna (Benth.) R.M.Tryon
- Alsophila brooksii (Maxon) R.M.Tryon
- Alsophila bryophila R.M.Tryon
- Alsophila buennemeijeri (Alderw.) R.M.Tryon
- Alsophila bullata Baker
- Alsophila calcicola Lehnert
- Alsophila callosa (Christ) R.M.Tryon
- Alsophila camerooniana (Hook.) R.M.Tryon
- Alsophila catillifera (Holttum) R.M.Tryon
- Alsophila celebica (Blume) Mett.
- Alsophila celsa R.M.Tryon
- Alsophila cicatricosa (Holttum) R.M.Tryon
- Alsophila cincinnata (Brause) R.M.Tryon
- Alsophila cinerea (Copel.) R.M.Tryon
- Alsophila coactilis (Holttum) R.M.Tryon
- Alsophila colensoi Hook.f.
- Alsophila conantiana Lehnert
- Alsophila conferta (Janssen & Rakotondr.) Christenh.
- Alsophila confinis (C.Chr.) R.M.Tryon
- Alsophila costalisora (Copel.) R.M.Tryon
- Alsophila costularis Baker
- Alsophila coursii Tardieu
- Alsophila crassicaula R.M.Tryon
- Alsophila crenulata Mett. ex Hook
- Alsophila crinita Hook.
- Alsophila cubensis (Underw. ex Maxon) Caluff & Shelton
- Alsophila cucullifera (Holttum) R.M.Tryon
- Alsophila cunninghamii (Hook.f.) R.M.Tryon
- Alsophila cuspidata (Kunze) D.S.Conant
- Alsophila deckenii (Kuhn & Decken) R.M.Tryon
- Alsophila decrescens (Mett.) R.M.Tryon
- Alsophila decurrens Hook.
- Alsophila dicksonioides (Holttum) R.M.Tryon
- Alsophila dilatata (Rakotondr. & Janssen) Christenh.
- Alsophila doctersii (Alderw.) R.M.Tryon
- Alsophila dregei (Kunze) R.M.Tryon
- Alsophila dryopteroides (Maxon) R.M.Tryon
- Alsophila edanoi (Copel.) R.M.Tryon
- Alsophila elata O.G.Martínez
- Alsophila emilei (Janssen & Rakotondr.) Christenh.
- Alsophila engelii R.M.Tryon
- Alsophila erinacea (H.Karst.) D.S.Conant
- Alsophila eriophora (Holttum) R.M.Tryon
- Alsophila esmeraldensis R.C.Moran
- Alsophila everta (Copel.) R.M.Tryon
- Alsophila excavata (Holttum) R.M.Tryon
- Alsophila excelsior Lehnert
- Alsophila exilis (Holttum) Lehnert
- Alsophila × fagildei Caluff & Shelton
- Alsophila fenicis (Copel.) C.Chr.
- Alsophila ferdinandii R.M.Tryon
- Alsophila ferruginea (Christ) R.M.Tryon
- Alsophila firma (Baker) D.S.Conant
- Alsophila foersteri (Rosenst.) R.M.Tryon
- Alsophila fulgens (C.Chr.) D.S.Conant
- Alsophila fuliginosa Christ
- Alsophila gastonyi Lehnert
- Alsophila geluensis (Rosenst.) R.M.Tryon
- Alsophila glaberrima (Holttum) R.M.Tryon
- Alsophila glaucifolia R.M.Tryon
- Alsophila gleichenioides (C.Chr.) R.M.Tryon
- Alsophila grangaudiana (Janssen & Rakotondr.) J.P.Roux
- Alsophila gregaria Brause
- Alsophila grevilleana (Mart.) D.S.Conant
- Alsophila halconensis (Christ) R.M.Tryon
- Alsophila havilandii (Baker) R.M.Tryon
- Alsophila hebes (Janssen & Rakotondr.) Christenh.
- Alsophila hermannii R.M.Tryon
- Alsophila hildebrandtii (Kuhn) R.M.Tryon
- Alsophila hooglandii (Holttum) R.M.Tryon
- Alsophila hookeri (Thwaites) R.M.Tryon
- Alsophila horridula (Copel.) R.M.Tryon
- Alsophila hotteana (C.Chr. & Ekman) R.M.Tryon
- Alsophila humbertiana (C.Chr.) R.M.Tryon
- Alsophila humilis (Hieron.) Pic.Serm.
- Alsophila hyacinthei R.M.Tryon
- Alsophila hymenodes (Mett.) R.M.Tryon
- Alsophila imbricata (Alderw.) R.M.Tryon
- Alsophila imrayana (Hook.) D.S.Conant
- Alsophila incisoserrata (Copel.) C.Chr.
- Alsophila indiscriminata Lehnert
- Alsophila inquinans (Christ) R.M.Tryon
- Alsophila insulana (Holttum) R.M.Tryon
- Alsophila isaloensis (C.Chr.) R.M.Tryon
- Alsophila ivohibensis (C.Chr.) Christenh.
- Alsophila javanica (Blume) R.M.Tryon
- Alsophila jimeneziana D.S.Conant
- Alsophila jivariensis Hieron.
- Alsophila johnsii Lehnert
- Alsophila junghuhniana Kunze
- Alsophila katoi Lehnert & Coritico
- Alsophila kermadecensis (W.R.B.Oliv.) R.M.Tryon
- Alsophila kirkii (Hook.) R.M.Tryon
- Alsophila klossii (Ridl.) R.M.Tryon
- Alsophila lamoureuxii (W.N.Takeuchi) Lehnert & Coritico
- Alsophila lastii (Baker) R.M.Tryon
- Alsophila latebrosa Wall. ex Hook.
- Alsophila latipinnula (Copel.) R.M.Tryon
- Alsophila leichhardtiana F.Muell. – pierzastka Leichhardta
- Alsophila lepidoclada Christ
- Alsophila leptochlamys (Baker) R.M.Tryon
- Alsophila ligulata (Baker) R.M.Tryon
- Alsophila lisyae (Janssen & Rakotondr.) Christenh.
- Alsophila loerzingii (Holttum) R.M.Tryon
- Alsophila loheri (Christ) R.M.Tryon
- Alsophila longipes (Copel.) R.M.Tryon
- Alsophila longipinnata (Bonap.) R.M.Tryon
- Alsophila longispina (Janssen & Rakotondr.) Christenh.
- Alsophila loubetiana L.Linden
- Alsophila macgillivrayi Baker
- Alsophila macgregorii (F.Muell.) R.M.Tryon
- Alsophila macropoda (Domin) R.M.Tryon
- Alsophila magnifolia (Alderw.) R.M.Tryon
- Alsophila major Caluff & Shelton
- Alsophila manniana (Hook.) R.M.Tryon
- Alsophila mapahuwensis (M.Kato) Lehnert & Coritico
- Alsophila marattioides (Willd. ex Kaulf.) R.M.Tryon
- Alsophila × marcescens (N.A.Wakef.) R.M.Tryon
- Alsophila masapilidensis (Copel.) R.M.Tryon
- Alsophila matitanensis R.M.Tryon
- Alsophila media (W.H.Wagner & Grether) R.M.Tryon
- Alsophila × medinae Caluff & Shelton
- Alsophila melleri (Baker) R.M.Tryon
- Alsophila meridionalis (Janssen & Rakotondr.) Christenh.
- Alsophila micra R.M.Tryon
- Alsophila microchlamys (Holttum) R.M.Tryon
- Alsophila microphylloides (Rosenst.) R.M.Tryon
- Alsophila milnei (Hook.f.) R.M.Tryon
- Alsophila minervae Lehnert
- Alsophila minor (D.C.Eaton) R.M.Tryon
- Alsophila modesta Baker
- Alsophila monosticha Christ
- Alsophila montana (Alderw.) R.M.Tryon
- Alsophila mossambicensis (Baker) R.M.Tryon
- Alsophila mostellaria Lehnert
- Alsophila muelleri (Baker) R.M.Tryon
- Alsophila murkelensis (M.Kato) Lehnert & Coritico
- Alsophila nebulosa Lehnert
- Alsophila negrosiana (Christ) R.M.Tryon
- Alsophila nigrolineata (Holttum) R.M.Tryon
- Alsophila nigropaleata (Holttum) R.M.Tryon
- Alsophila nilgirensis (Holttum) R.M.Tryon
- Alsophila nockii (Jenman) R.M.Tryon
- Alsophila nothofagorum (Holttum) Lehnert
- Alsophila novabrittanica Lehnert
- Alsophila obtecta (Rakotondr. & Janssen) Christenh.
- Alsophila obtusiloba Hook.
- Alsophila odonelliana (Alston) Lehnert
- Alsophila ohaensis (M.Kato) Lehnert & Coritico
- Alsophila oinops (Hassk.) R.M.Tryon
- Alsophila oosora (Holttum) R.M.Tryon
- Alsophila orientalis (T.Moore) R.M.Tryon
- Alsophila orthogonalis (Bonap.) R.M.Tryon
- Alsophila pachyrrhachis (Copel.) R.M.Tryon
- Alsophila pacifica Christenh.
- Alsophila pallidipaleata (Holttum) R.M.Tryon
- Alsophila parrisiae Lehnert
- Alsophila patellifera (Alderw.) R.M.Tryon
- Alsophila percrassa (C.Chr.) R.M.Tryon
- Alsophila perpelvigera (Alderw.) R.M.Tryon
- Alsophila perpunctulata (Alderw.) R.M.Tryon
- Alsophila perrieriana (C.Chr.) R.M.Tryon
- Alsophila physolepidota (Alston) R.M.Tryon
- Alsophila pilosula (Tardieu) R.M.Tryon
- Alsophila plagiostegia (Copel.) R.M.Tryon
- Alsophila polycarpa (Jungh.) R.M.Tryon
- Alsophila polystichoides Christ
- Alsophila portoricensis (Kuhn) D.S.Conant
- Alsophila pruinosa (Rosenst.) R.M.Tryon
- Alsophila pseudobellisquamara (Janssen & Rakotondr.) Christenh.
- Alsophila pseudomuelleri (Holttum) R.M.Tryon
- Alsophila punctulata Alderw.
- Alsophila pycnoneura (Holttum) R.M.Tryon
- Alsophila quadrata (Baker) R.M.Tryon
- Alsophila recurvata Brause
- Alsophila rigens (Rosenst.) R.M.Tryon
- Alsophila rolandii R.M.Tryon
- Alsophila roroka (Hovenkamp) Lehnert & Coritico
- Alsophila rosenstockii Brause
- Alsophila rubiginosa Brause
- Alsophila rufopannosa (Christ) R.M.Tryon
- Alsophila rupestris (Maxon) Gastony & R.M.Tryon
- Alsophila saccata (Christ) R.M.Tryon
- Alsophila sechellarum (Mett.) R.M.Tryon
- Alsophila semiamplectens (Holttum) R.M.Tryon
- Alsophila serratifolia (Baker) R.M.Tryon
- Alsophila setosa Kaulf.
- Alsophila setulosa (Copel.) R.M.Tryon
- Alsophila similis (C.Chr.) R.M.Tryon
- Alsophila simulans Baker
- Alsophila sinuata (Hook. & Grev.) R.M.Tryon
- Alsophila smithii (Hook.f.) R.M.Tryon
- Alsophila societarum (Baker) Christenh.
- Alsophila solomonensis (Holttum) R.M.Tryon
- Alsophila speciosa C.Presl
- Alsophila spinulosa (Wall. ex Hook.) R.M.Tryon
- Alsophila stelligera (Holttum) R.M.Tryon
- Alsophila sternbergii (Pohl) D.S.Conant
- Alsophila stokesii (E.D.Br.) R.M.Tryon
- Alsophila subtripinnata (Holttum) R.M.Tryon
- Alsophila sumatrana (Baker) R.M.Tryon
- Alsophila sundueana Lehnert
- Alsophila suprasora Panigrahi & Sarn.Singh
- Alsophila tahitensis Brack.
- Alsophila tanzaniana R.M.Tryon
- Alsophila telefominensis Lehnert
- Alsophila tenuis Brause
- Alsophila ternatea (Alderw.) R.M.Tryon
- Alsophila thomsonii (Baker) R.M.Tryon
- Alsophila tryoniana (Gastony) D.S.Conant
- Alsophila tsaratananensis (C.Chr.) R.M.Tryon
- Alsophila tsilotsilensis (Tardieu) R.M.Tryon
- Alsophila tussacii (Desv.) D.S.Conant
- Alsophila tuyamae (H.Ohba) Nakaike
- Alsophila urbani (Brause) R.M.Tryon
- Alsophila valdesquamata (Janssen & Rakotondr.) Christenh.
- Alsophila vandeusenii (Holttum) R.M.Tryon
- Alsophila veitchii Baker
- Alsophila vieillardii (Mett.) R.M.Tryon
- Alsophila viguieri (Tardieu) R.M.Tryon
- Alsophila walkerae (Hook.) J.Sm.
- Alsophila weidenbrueckii Lehnert
- Alsophila welwitschii (Hook.) R.M.Tryon
- Alsophila wengiensis Brause
- Alsophila woodwardioides (Kaulf.) D.S.Conant
- Alsophila woollsiana F.Muell.
- Alsophila zakamenensis (Tardieu) R.M.Tryon